# Franz Nissl
Franz Nissl (ur. 9 września 1860 w Frankenthal (Pfalz), zm. 11 sierpnia 1919 w Monachium) – niemiecki lekarz neurolog, neuropatolog i psychiatra.

## Życiorys
Urodził się w 1860 roku jako syn Theodora Nissla (1824–84) i Marii Franziski z domu Haas (zm. 1868). Studiował medycynę w Monachium. Jeszcze jako student napisał pracę, poświęconą opracowanej przez niego technice barwienia preparatów histologicznych. Metoda Nissla do dziś jest stosowana w neuropatologii. Bernhard von Gudden był pod wrażeniem pracy Nissla i zaproponował mu asystenturę. Nissl był asystentem Guddena w Oberbayerische Kreis-Irrenanstalt Haar od 1885 do 1888 roku.
Wspólnie z Aloisem Alzheimerem prowadził badania neurohistologiczne w szpitalu psychiatrycznym we Frankfurcie.
Nie założył rodziny. Zmarł 11 sierpnia 1919 z powodu przewlekłej niewydolności nerek.